# Роскоу Гілленкоттер
Роскоу Генрі Гілленкоттер (англ. Roscoe Henry Hillenkoetter, 8 травня 1897 — 18 червня 1982) — американський військовий і державний діяч, третій директор Центральної розвідки і одночасно перший керівник Центрального розвідувального управління, створеного відповідно до «Закону про національну безпеку 1947». На цих посадах пробув з 1 травня 1947 року по 7 жовтня 1950 року.

## Біографія
Роскоу Гілленкоттер народився 8 травня 1897 року в Сент-Луїсі, штат Міссурі.
До приходу в Центральне розвідувальне управління служив командиром на лінкорі «Міссурі» (ББ-63). Ходив кілька турів як помічник військово-морського аташе до Франції в 1933—1935, 1938—1940, 1940—1941, 1946—1947 роках. З березня 1942 року по вересень 1943 року виконував обов'язки керівника розвідки, в штаті головнокомандувача Тихоокеанським флотом адмірала Честера Німіца. А 29 листопада 1946 року одержав звання контр-адмірала.
30 квітня 1947 був висунутий президентом Гарі Труменом на посаду директор Центральної розвідки. На наступний день, 1 травня, був приведений до присяги і приступив до виконання своїх обов'язків. Після прийняття «Закону про національну безпеку 1947» і створення Центрального розвідувального управління (ЦРУ), повторно прийняв присягу 26 вересня 1947, потім повторно призначений на пост директора Центральної розвідки 24 листопада 1947, але вже з новими обов'язками, що включали керівництво ЦРУ. 8 грудня 1947 року затверджено Сенатом.
Очолював ЦРУ, коли Північна Корея вторглася в Південну Корею (25 червня 1950 роки) і почалася Корейська війна. Його звинуватили в тому, що він не зміг навіть приблизно передбачити такий розвиток подій, хоча ворожість намірів Північної Кореї були в наявності. Внаслідок цього йому довелося залишити свій пост.
Після звільнення знову повернувся на флот. З серпня 1950 року по жовтень 1951 командував Першою дивізією крейсерів Тихоокеанського флоту. Віце-адмірал з 9 квітня 1956 року. Головний інспектор Флоту з 1 серпня 1956 року.
1 серпня 1957 звільнений з флоту в запас. На пенсії займався приватним підприємництвом.